# Prometheismus
Prometheismus (polnisch Prometeizm, ukrainisch Прометеїзм) war eine politische Bewegung in Polen und der Ukraine, die sich gegen den geopolitischen Einflussausbau der Sowjetunion richtete. Ihr Name leitet sich vom antiken Titanen Prometheus ab.

## Geschichte
Der Prometheismus war während des Ersten Weltkrieges vom polnischen Marschall Józef Piłsudski initiiert worden. Durch Unterstützung separatistischer Bewegungen auf dem Gebiet der Sowjetunion sollte die streckenweise Demontage des autoritär regierten Vielvölkerstaates vorangetrieben werden, der sich ab 1918 über mehrere ostmittel- und osteuropäische Länder erstreckte und eine aggressive Expansionspolitik betrieb.
Unterstützt wurden von Polen aus speziell Sezessionisten und Nationalisten in der Ukraine, Belarus, Karelien, dem Baltikum, dem Kaukasus und Zentralasien. Ergänzend zur Konzeption des Prometheismus bestand das Projekt eines von Warschau aus geführten Staatenbundes in Mittel- und Osteuropa namens Intermarum.
Der Prometheismus war unter anderem aus dem Streben nach vollständiger Erlangung staatlicher Unabhängigkeit aller slawischen Völker und dem Widerstand gegen die Ausweitung der Einflusssphäre der Sowjetunion in den Westen entstanden. Des Weiteren galt er als eine der Leitlinien für die polnische Außenpolitik zwischen 1918 und 1939.
1934 wurde die Organisation Prometeusz mit Sitz in Paris gegründet, deren Aktivität im aktiven finanziellen und technischen Beistand separatistischer Organisationen auf dem Gebiet der Sowjetunion bestand. Bei der Koordinierung der Tätigkeiten halfen auch die beiden gegründeten sowjetologischen Institute Instytut Wschodni in Warschau und Instytut Naukowo-Badawczy Europy Wschodniej in Vilnius. Ableger befanden sich des Weiteren in Berlin, Harbin, Helsinki und Teheran.
Nach 1944 wurden die Anhänger des Prometheismus, die unterschiedlichen politischen Ideologien angehörten, Opfer zahlreicher Repressionen. 1951 begann man damit, Informationen über führende Personen der Bewegung zu sammeln und nach Moskau zu schicken, stellte 1965 im Zuge der Entstalinisierung jedoch sämtliche Überwachungsoperationen ein.

## Bedeutende Prometheaner
- Karlo Cheïdze, georgischer Parlamentspräsident 1918
- Ayaz İshaki, tatarisch-türkischer Publizist und Agitator
- Symon Petljura, ukrainischer Präsident zwischen 1919 und 1920
- Vyacheslav Prokopovych, ukrainischer Ministerpräsident 1920
- Noe Ramishvili, georgischer Ministerpräsident 1918
- Pavlo Shandruk, polnisch-ukrainischer Militär und Historiker
- Władysław Sikorski, polnischer Ministerpräsident zwischen 1922 und 1923 sowie 1939 bis 1943
- Pavlo Skoropadskyj, ukrainischer Präsident zwischen 1918 und 1919
- Walery Sławek, polnischer Ministerpräsident zwischen 1930 und 1935
- Noe Zhordania, georgischer Ministerpräsident zwischen 1918 und 1921